# Pelegrinatge de Gràcia

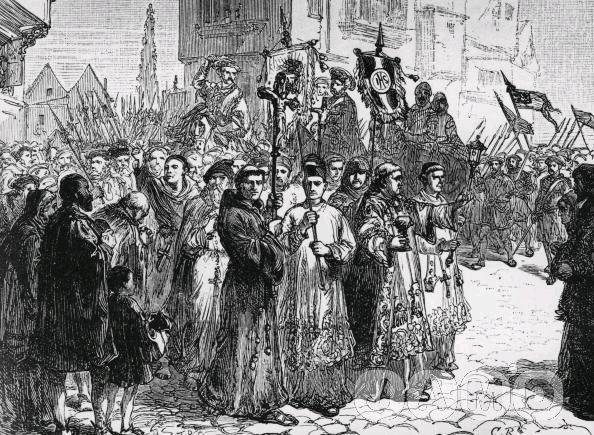
Pelegrinatge de Gràcia

El Pelegrinatge de Gràcia, (en anglès: Pilgrimage of Grace) va ser una revolta que esclatà a York, Regne d'Anglaterra, l'any 1536, en protesta per la Reforma Protestant duta a terme per Enric VIII d'Anglaterra, i en defensa també d'altres reivindicacions polítiques, socials i econòmiques, que conduí a la dissolució dels monestirs. De manera precisa, el terme "Pelegrinatge de Gràcia" es refereix a la insurrecció a York, encara que de vegades s'utilitza per descriure els avalots que, en general, ocorreguts al Nord d'Anglaterra, a partir del Lincolnshire, dotze dies abans del "Pelegrinatge de Gràcia" en sentit estricte. La rebel·lió, que també demanava la legitimitat de Maria Tudor, va ser reprimida sense pietat.